# Eduardo Medina Ribas
Eduardo Medina Ribas (Porto, 1822 — Rio de Janeiro, 1883) foi um barítono e compositor português. Fez parte da Imperial Academia de Música e Ópera Nacional, de 1857 a 1861.